# جورج دبلیو هیل
جورج دبلیو هیل (انگلیسی: George W. Hill؛ ۲۵ آوریل ۱۸۹۵ – ۱۰ اوت ۱۹۳۴) یک کارگردان، و مدیر فیلم‌برداری اهل ایالات متحده آمریکا بود.